# Тімо Горн
Тімо Горн (нім. Timo Horn, нар. 12 травня 1993, Кельн) — німецький футболіст, воротар клубу «Бохум».

## Клубна кар'єра
Народився 12 травня 1993 року в місті Кельн. Розпочав займатись футболом у школі клубу «Рондорф», з якої у 2002 році перейшов в академію «Кельна».
У 2010 році підписав перший у житті професійний контракт з клубом, але два сезони поспіль грав у дублі. Тільки в 2012 році, коли клуб після вильоту у Другу Бундеслігу покинув основний воротар Міхаель Рензінг, новий тренер клубу Гольгер Станіславскі довірив місце в основі 19-річному воротареві.
Дебютував Тімо за «козлів» у матчі проти «Айнтрахта» з Брауншвейга 5 серпня 2012 року. У тому сезоні Горн відіграв у Другій Бундеслізі 33 з 34 матчів, пропустивши лише матч останнього туру. Він залишався основним воротарем «Кельна» і в сезоні 2013/14, коли команда впевнено виграла Другу Бундеслігу і повернулася в елітний дивізіон німецького футболу. У Бундеслізі Горн продовжив бути основним воротарем «козлів». Наразі встиг відіграти за кельнський клуб 131 матч в національному чемпіонаті.
Другу половину сезону 2023/24 Горн провів у австрійському «Зальцбургу». В чемпіонаті Австрії воротар провів три гри.
Перед сезоном 2024/25 Горн повернувся до Німеччини, де на правах вільного агента приєднався до «Бохума». Першу гру у новій команді воротар провів 15 лютого 2025 року в поєдинку проти дортмунської «Боруссії».

## Виступи за збірні
2007 року дебютував у складі юнацької збірної Німеччини, взяв участь у 27 іграх на юнацькому рівні, пропустивши 5 голів.
Протягом 2012–2015 років залучався до складу молодіжної збірної Німеччини, разом з якою був учасником молодіжних чемпіонатів Європи 2013 та 2015 років. На другому з них німці дійшли до півфіналу і кваліфікувались на футбольний турнір олімпійських ігор. Всьогоа молодіжному рівні зіграв у 6 офіційних матчах, пропустив 2 голи.
2016 року захищав кольори олімпійської збірної Німеччини на Олімпійських іграх 2016 року у Ріо-де-Жанейро.

## Титули і досягнення

### Клубні
- Переможець Другої Бундесліги: 2013/14

### Індивідуальні
- Золота медаль Фріца Вальтера: 2010 (U-17)
- Найкращий воротар Другої Бундесліги (Die weiße Weste[de]): 2013/14 (16 «сухих» матчів)

### Німеччина (ол.)
- Срібний призер Олімпійських ігор (1): 2016